# Copa do Mundo FIFA de Futebol de Areia de 2008
A Copa do Mundo FIFA de Futebol de Areia de 2008 realizou-se em Marselha, na França, em Julho, na Praia de Notre Dame de La Garde. Foi a décima quarta edição do campeonato, a quarta organizada pela FIFA, e a primeira realizada fora do Brasil. Teve como vencedor o Brasil (o seu 12.º título), depois de vencer a Itália por 5 a 3, ficando Portugal com o terceiro lugar.

## Qualificações
Cada uma das Confederações de Futebol qualificou algumas das sua selecções através de torneios organizados pela Beach Soccer World Wide.

## Equipas participantes
Neste campeonato participaram as 16 melhores equipas do mundo em futebol de praia:
| País anfitrião - França AFC - Emirados Árabes Unidos - Japão - Irã CAF - Senegal - Camarões CONCACAF - México - El Salvador | CONMEBOL - Brasil - Argentina - Uruguai OFC - Ilhas Salomão UEFA - Espanha - Portugal - Rússia - Itália |

## Primeira fase
Em Benidorm, no dia 18 de Maio, após o torneio de qualificação da UEFA, realizou-se o sorteio oficial do Campeonato do Mundo de Futebol de Praia de 2008. Este evento importante contou com a presença de Jim Brown, que orientou o sorteio. A cantora Daniela Mercury também esteve presente.
No sorteio, definiram-se as equipas integrantes de cada grupo:
| Grupo A                            | Grupo B                                           | Grupo C                                                  | Grupo D                             |
| ---------------------------------- | ------------------------------------------------- | -------------------------------------------------------- | ----------------------------------- |
| - França - Senegal - Uruguai - Irã | - Portugal - El Salvador - Itália - Ilhas Salomão | - Emirados Árabes Unidos - Camarões - Rússia - Argentina | - Brasil - Espanha - México - Japão |

### Grupo A
| time    | Pts | J | V | Vp | D | GM | GS | +/- |
| ------- | --- | - | - | -- | - | -- | -- | --- |
| França  | 5   | 3 | 1 | 1  | 1 | 15 | 14 | 1   |
| Uruguai | 5   | 3 | 1 | 1  | 1 | 17 | 12 | 5   |
| Senegal | 5   | 3 | 1 | 1  | 1 | 16 | 14 | 2   |
| Irã     | 0   | 3 | 0 | 0  | 3 | 8  | 16 | -8  |

| 17 de Julho | Uruguai                                                 | 6 – 1     | Irã               | Plage du Prado                               |
| 16:15       | Ricar 2' 7' 21' · Martin 5' · Parrillo 27' · Fabian 30' | Relatório | 19' Mehdi Davoudi | Público: 4,600 Árbitro: ESP Lopez Lopez Juan |

| 17 de Julho | França                                                                                       | 5 – 5 (a.p.) (1 – 2 g.p.) | Senegal                                                                        | Plage du Prado                              |
| 19:15       | Didier Samoun 15' 35' · Jeremy Basquaise 20' · Stephane Francois 27' · Sébastien Pérez 32' · | Relatório                 | 1' 31' Pape Koukpaki · 11' Gomis Mbengue · 12' Malick Dieng · 16' Ngalla Sylla | Público: 6,500 Árbitro: HUN Istvan Meszaros |

|                                    |       | Penalidades                 |  |
| Jeremy Basquaise Stephane Francois | 1 – 2 | Gomis Mbengue Serigne Ndour |  |

| 19 de Julho | Senegal                                                                          | 7 – 8 (a.p.) | Uruguai                                                                              | Plage du Prado                                 |
| 14:45       | Pape Koukpaki 14' 15' 26' 38' · Sarr 19' · 29' Gomis Mbengue · 30' Victor Diagne | Relatório    | 3' 28' Martin · 11' Parrillo · 22' Miguel · 26' Ricar · 35' 37' Matias · 37' Pampero | Público: 4,000 Árbitro: LVA Eduards Borisevics |

| 19 de Julho | Irã                                                                                    | 6 – 6 (a.p.) (1 – 2 g.p.) | França                                                                               | Plage du Prado                            |
| 19:15       | Ali Naderi 6' 36' · Farshad Abdollahi 18' · Moslem Mesigar 22' 24' · Mehdi Davoudi 31' | Relatório                 | 9p.b.' Alireza Rahimi · 10' 11' (g.p.) 13' 37' Jeremy Basquaise · 13' Thierry Ottavy | Público: 7,000 Árbitro: NED George Postma |

|                            |       | Penalidades                       |  |
| Faroogh Dara Mehdi Davoudi | 1 – 2 | Stephane Francois Sébastien Pérez |  |

| 21 de Julho | Senegal                                                      | 4 – 1     | Irã            | Plage du Prado                              |
| 17:45       | Gomis Mbengue 8' · Pape Koukpaki 18' 33' · Victor Diagne 23' | Relatório | 25' Ali Naderi | Público: 7,000 Árbitro: BRA Alberto Moreira |

| 21 de Julho | França                                                 | 4 – 3     | Uruguai | Plage du Prado                              |
| 19:15       | Didier Samoun 8' (g.p.) 10' · Jeremy Basquaise 19' 27' | Relatório |         | Público: 7,000 Árbitro: CRC Erick Chavarria |

### Grupo B
| time          | Pts | J | V | Vp | D | GM | GS | +/- |
| ------------- | --- | - | - | -- | - | -- | -- | --- |
| Portugal      | 8   | 3 | 2 | 1  | 0 | 26 | 10 | 16  |
| Itália        | 6   | 3 | 2 | 0  | 1 | 15 | 10 | 5   |
| Ilhas Salomão | 3   | 3 | 1 | 0  | 2 | 14 | 23 | -9  |
| El Salvador   | 0   | 3 | 0 | 0  | 3 | 6  | 18 | -12 |

| 17 de Julho | Itália | 7 – 4     | Ilhas Salomão                                            | Plage du Prado                                  |
| 14:45       | Paolo Palmacci 1' · Simone Feudi 2' · Francesco Corosiniti 7' · Giuseppe Soria 11' · Roberto Pasquali 16' (g.p.) · Giuseppe Condorelli 16' · Gideon Omokirio 24' (p.b.) | Relatório | 2' James Naka · 14' 16' Gibson Hosea · 23' Nicholas Muri | Público: 4,800 Árbitro: URU Carlos Aguirregaray |

| 17 de Julho | Portugal                                                                                  | 8 – 2     | El Salvador                   | Plage du Prado                             |
| 17:45       | Alan 1' · Madjer 13' 17' · Hernani 14' · Beirao Sousa 15' · Torres 21' · Belchior 32' 35' | Relatório | 6' Jose Ruiz · 6' Saul Blanco | Público: 6,000 Árbitro: JPN Tasuku Onodera |

| 19 de Julho | Ilhas Salomão                           | 4 – 13    | Portugal                                                                                      | Plage du Prado                            |
| 16:15       | James Naka 13' 16' 27' · Franco Nee 31' | Relatório | 2' 15' 16' 17' 24' Madjer · 4' 16' 29' Alan · 4' (p.b.) Gideon Omokirio · 7' 23' 33' Belchior | Público: 5,200 Árbitro: UAE Faisal Sallam |

| 19 de Julho | El Salvador                | 1 – 4     | Itália                                                          | Plage du Prado                              |
| 17:45       | Tomas Hernandez 26' (g.p.) | Relatório | 5' Roberto Pasquali · 17' 20' Paolo Palmacci · 24' Simone Feudi | Público: 6,000 Árbitro: BRA Alberto Moreira |

| 21 de Julho | Portugal                                  | 5 – 4 (a.p.) | Itália | Plage du Prado                               |
| 14:45       | Belchior 6' 9' 38' · Alan 8' · Madjer 32' | Relatório    | 18' (g.p.) Massimiliano Esposito · 22' Diego Maradona Jr · 24' (g.p.) Giuseppe Soria · 28' Giuseppe Platania | Público: 5,000 Árbitro: ESP Juan Lopez Lopez |

| 21 de Julho | El Salvador                                             | 3 – 6     | Ilhas Salomão                           | Plage du Prado                          |
| 16:15       | Jose Ruiz 13' · Elias Ramirez 24' · Tomas Hernandez 28' | Relatório | 5' 13' 16' 23' James Naka · 28' 35' Omo | Público: 3,800 Árbitro: CHN Zhiwei Geng |

### Grupo C
| time                   | Pts | J | V | Vp | D | GM | GS | +/- |
| ---------------------- | --- | - | - | -- | - | -- | -- | --- |
| Argentina              | 9   | 3 | 3 | 0  | 0 | 13 | 5  | 8   |
| Rússia                 | 6   | 3 | 2 | 0  | 1 | 12 | 5  | 7   |
| Emirados Árabes Unidos | 3   | 3 | 1 | 0  | 2 | 12 | 14 | -2  |
| Camarões               | 0   | 3 | 0 | 0  | 3 | 4  | 17 | -13 |

| 18 de Julho | Rússia                                                 | 3 – 5     | Argentina                                                                                 | Plage du Prado                            |
| 14:45       | Ilya Leonov 7' · Egor Shaykov 26' · Dmitry Shishin 27' | Relatório | 12' Ezequiel Hilaire · 16' 30' 35' Federico Hilaire · Facundo · 28' (g.p.) Facundo Minici | Público: 4,000 Árbitro: NED Goerge Postma |

| 18 de Julho | Emirados Árabes Unidos | 10 – 4    | Camarões                                                 | Plage du Prado                              |
| 14:45       | Bakhit Alabadla 1' 17' 19' · Ali Almazam 18' · Ekwalla Eyoum 19' (Gol contra), minutos de jogo\|link=]] p.b.]]' · Rami Al Mesaabi 27' 32' · Ali Karim 27' · Ali Albloushi 28' · Ibrahim Albalooshi 28' | Relatório | 1' Amie Yombi · 8' 18' Joan Etame · 20' (g.p.) Eric Yopa | Público: 4,500 Árbitro: CRC Erick Chavarria |

| 20 de Julho | Argentina                                                                 | 5 – 2     | Emirados Árabes Unidos                 | Plage du Prado                              |
| 16:15       | Santiago Hilaire 5' · Cesar Leguizamon 15' 34' · Federico Hilaire 18' 29' | Relatório | Al-Mesaabi 11' · Albalooshi 33' (g.p.) | Público: 4,500 Árbitro: FRA Sylvain Palhies |

| 20 de Julho | Camarões | 0 – 4     | Rússia | Plage du Prado                           |
| 17:45       |          | Relatório | Amie Yombi 9' (Gol contra), minutos de jogo\|link=]] p.b.]]' · Danil Khmara 12' · Alexey Makarov 20' · Rustam Shakmelyan 35' | Público: 5,300 Árbitro: ITA Fabio Polito |

| 22 de Julho | Emirados Árabes Unidos | 0 – 5     | Rússia                                                            | Plage du Prado                              |
| 14:45       |                        | Relatório | Makarov 6' · Shaykov 7' (g.p.) 26' · Shishin 23' · Gorchinsky 28' | Público: 3,000 Árbitro: HUN Istvan Meszaros |

| 22 de Julho | Camarões | 0 – 3     | Argentina                       | Plage du Prado                             |
| 16:15       |          | Relatório | Facundo Minici 1' (g.p.) 3' 34' | Público: 3,800 Árbitro: JPN Tasuko Onodera |

### Grupo D
| time    | Pts | J | V | Vp | D | GM | GS | +/- |
| ------- | --- | - | - | -- | - | -- | -- | --- |
| Brasil  | 9   | 3 | 3 | 0  | 0 | 18 | 4  | 14  |
| Espanha | 6   | 3 | 2 | 0  | 1 | 10 | 5  | 5   |
| México  | 3   | 3 | 1 | 0  | 2 | 6  | 12 | -6  |
| Japão   | 0   | 3 | 0 | 0  | 3 | 5  | 18 | -13 |

| 18 de Julho | México                                                                   | 4 – 3     | Japão                                                       | Plage du Prado                            |
| 16:15       | Israel Santoyo 24' · Ricardo Villalobos 24' 30' · Christopher Flores 28' | Relatório | 1' Katsuhiro Yoshii · 24' Teruki Tabata · 26' Tomoya Uehara | Público: 4,000 Árbitro: EGY Mohamed Morsi |

| 18 de Julho | Brasil                  | 3 – 2     | Espanha        | Plage du Prado                           |
| 19:15       | Buru 1' 30' · Bruno 21' | Relatório | 1' 5' Amarelle | Público: 6,500 Árbitro: ITA Fabio Polito |

| 20 de Julho | Espanha                    | 2 – 1     | México                | Plage du Prado                             |
| 14:45       | Amarelle 14' · Antonio 25' | Relatório | 7' Christopher Flores | Público: 4,000 Árbitro: LTU Sergejus Slyva |

| 20 de Julho | Japão             | 1 – 8     | Brasil | Plage du Prado                              |
| 19:15       | Shinji Makino 23' | Relatório | 4' 17' Junior Negão · 12' Buru · 15' Betinho · 16' Benjamim · 23' Bruno · 31' Daniel · 34' (p.b.) Katsuhiro Yoshii | Público: 7,000 Árbitro: CRC Erick Chavarria |

| 22 de Julho | Espanha                                                                         | 6 – 1     | Japão             | Plage du Prado                                  |
| 17:45       | Amarelle 15' 19' (g.p.) 26' · Cristian Torres 15' · Nico 20' · Javi Alvarez 33' | Relatório | 16' Tomoya Uehara | Público: 5,000 Árbitro: URU Carlos Aguirregaray |

| 22 de Julho | Brasil                                                               | 7 – 1     | México              | Plage du Prado                            |
| 19:15       | Benjamin 1' 19' 33' · Andre 7' · Bruno 23' · Bueno 29' · Betinho 32' | Relatório | 20' Adrian Alvarado | Público: 6,000 Árbitro: NED George Postma |

## Fases finais
|  | Quartas de final | Quartas de final |             |          | Semifinais     | Semifinais     |  |  | Final       | Final |
|  |                  |                  |             |          |                |                |  |  |             |       |
|  | 24 de Julho      |                  |             |          |                |                |  |  |             |       |
|  |                  |                  |             |          |                |                |  |  |             |       |
|  | França           | 2                |             |          |                |                |  |  |             |       |
|  | França           | 2                | 26 de Julho |          |                |                |  |  |             |       |
|  | Itália           | 5                |             |          |                |                |  |  |             |       |
|  | Itália           | 5                | Itália      | 4 (1)    |                |                |  |  |             |       |
|  | 24 de Julho      |                  | Itália      | 4 (1)    |                |                |  |  |             |       |
|  |                  | Espanha          | 4 (0)       |          |                |                |  |  |             |       |
|  | Argentina        | Espanha          | 4 (0)       | 0        |                |                |  |  |             |       |
|  | Argentina        |                  | 27 de Julho | 0        |                |                |  |  |             |       |
|  | Espanha          | 2                |             |          |                |                |  |  |             |       |
|  | Espanha          | 2                | Itália      | 3        |                |                |  |  |             |       |
|  | 24 de Julho      |                  | Itália      | 3        |                |                |  |  |             |       |
|  |                  | Brasil           | 5           |          |                |                |  |  |             |       |
|  | Portugal         | Brasil           | 5           | 6        |                |                |  |  |             |       |
|  | Portugal         | 26 de Julho      |             | 6        |                |                |  |  |             |       |
|  | Uruguai          | 3                |             |          |                |                |  |  |             |       |
|  | Uruguai          | 3                | Portugal    | 4        | Terceiro lugar | Terceiro lugar |  |  |             |       |
|  | 24 de Julho      |                  | Portugal    | 4        | Terceiro lugar | Terceiro lugar |  |  |             |       |
|  |                  | Brasil           | 5           |          |                |                |  |  |             |       |
|  | Brasil           | Brasil           | 5           | 6        | Espanha        | 4              |  |  |             |       |
|  | Brasil           |                  |             | 6        | Espanha        | 4              |  |  |             |       |
|  | Rússia           | 4                |             | Portugal | 5              |                |  |  |             |       |
|  | Rússia           | 4                |             |          | 5              |                |  |  |             |       |
|  |                  |                  |             |          |                |                |  |  | 27 de Julho |       |
|  |                  |                  |             |          |                |                |  |  |             |       |

### Quartos-finais
| 24 de Julho | França                                    | 2 – 5     | Itália                                                                                        | Plage du Prado                              |
| 19:15       | Didier Samoun 22' · Stephane François 32' | Relatório | 1' Massimiliano Esposito · 1' 10' Simone Feudi · 22' Giuseppe Condorelli · 22' Paolo Palmacci | Público: 7,000 Árbitro: BRA Alberto Moreira |

| 24 de Julho | Argentina | 0 – 2     | Espanha     | Plage du Prado                               |
| 14:45       |           | Relatório | Nico 1' 32' | Público: 6,000 Árbitro: ESP Juan Lopez Lopez |

| 24 de Julho | Portugal                                                                      | 6 – 3     | Uruguai                     | Plage du Prado                              |
| 16:15       | Belchior 7' 29' · Beirão Sousa 10' · Madjer 14' · Bilro 25' · Coco 28' (p.b.) | Relatório | 14' 31' Fabian · 23' Martin | Público: 6,500 Árbitro: HUN Istvan Meszaros |

| 24 de Julho | Brasil                                                  | 6 – 4     | Rússia                                       | Plage du Prado                              |
| 17:45       | Buru 4' · Bruno 10' · Daniel 18' 27' 29' · Benjamin 33' | Relatório | Shaykov 3' 30' (P) · Shishin 4' · Leonov 18' | Público: 7,000 Árbitro: FRA Sylvain Palhies |

### Meias-finais
| 26 de Julho | Itália                                                                | 4 – 4 (a.p.) (1 – 0 g.p.) | Espanha                                              | Plage du Prado                            |
| 19:00       | Massimiliano Esposito 4' · Simone Feudi 5' · Roberto Pasquali 24' 34' | Relatório                 | 2' 34' Amarelle · 12' Javi Alvarez · 23' Javi Torres | Público: 7,000 Árbitro: NED George Postma |

|                       |       | Penalidades |  |
| Massimiliano Esposito | 1 – 0 | Amarelle    |  |

| 26 de Julho | Portugal                                          | 4 – 5     | Brasil                                       | Plage du Prado                                  |
| 17:30       | Madjer 13' · Belchior 16' · Torres 23' · Alan 25' | Relatório | André 10' 25' 29' · Benjamin 17' · Bruno 34' | Público: 6,000 Árbitro: URU Carlos Aguirregaray |

### Terceiro lugar
| 27 de Julho | Espanha                        | 4 – 5     | Portugal                                   | Plage du Prado                              |
| 17:30       | Amarelle 7' 24' 25' · Nico 34' | Relatório | Madjer 2' 25' 27' · Bilro 13' · Torres 30' | Público: 6,500 Árbitro: CRC Erick Chavarria |

### Final
| 27 de Julho | Itália                                        | 3 – 5     | Brasil                                    | Plage du Prado                              |
| 19:00       | Palmacci 30' · Pasquali 33' · Maradona Jr 35' | Relatório | Bruno 9' 14' · Sidney 22' 24' · André 29' | Público: 7,000 Árbitro: HUN Istvan Meszaros |

## Premiações
No final da competição foram destacados alguns jogadores pela sua performance:
| Copa do Mundo FIFA de Futebol de Areia |
| -------------------------------------- |
| Brasil Campeão (terceiro título)       |

| Prêmio Adidas Chuteira de Ouro: | Prêmio Adidas Bola de Ouro: | Prêmio Adidas Luva de Ouro: | Troféu FIFA Fair Play: |
| ------------------------------- | --------------------------- | --------------------------- | ---------------------- |
| POR Madjer                      | ESP Amarelle                | ESP Roberto Valerio         | Rússia                 |